# Thinornis cucullatus
Il corriere dal cappuccio (Thinornis cucullatus (Vieillot, 1818)), è un uccello della famiglia Charadriidae, endemico dell'Australia.

## Distribuzione e habitat
Questo uccello nidifica in Australia. Lo si trova in Nuovo Galles del Sud, Australia Occidentale, Australia Meridionale, Tasmania e isole limitrofe, mentre è saltuario nel Queensland.